# Bouillé-Saint-Paul
Bouillé-Saint-Paul è un comune francese di 486 abitanti situato nel dipartimento delle Deux-Sèvres nella regione della Nuova Aquitania.

## Società

### Evoluzione demografica
Abitanti censiti